# Belovče
 Belovče  (nemško Loibegg)  je vas v občini Dobrla vas v  Okraj Velikovec, Koroška, (Avstrija). Kraj šteje 99 prebivalcev, in po ljudskem štetju leta 2001  sodi me tiste, kjer manjšinski Koroški Slovenci predstavljajo med 10 in 25 % prebivalstva.

## Geografska lega
Belovče ležijo 3,17 km vzhodno od Dobrla vas po cesti proti Globasnica v občini Dobrla vas v  Okraju Velikovec.

## Združenja
- Vaška skupnost Belovče

## Zgradbe
- Podružnična cerkev Belovče